# Haidingerringe
Bei Haidingerringen handelt es sich um eine durch Interferenz hervorgerufene optische Erscheinung. Sie sind nach dem österreichischen Geologen und Mineralogen Wilhelm Karl Ritter von Haidinger benannt. Er hat diese Erscheinung erstmals im Jahr 1849 beschrieben.
Die Haidingerringe entstehen, wenn Licht von einer ausgedehnten Lichtquelle auf eine planparallele Platte fällt. Dann wird jeder Lichtstrahl sowohl von der vorderen als auch der hinteren Oberfläche der Platte reflektiert. Die beiden Reflexionen sind dabei – außer bei senkrechtem Auftreffwinkel – parallel gegeneinander verschoben und haben einen Gangunterschied, der die Interferenz erzeugt wenn beide Strahlen in einer abbildenden Optik, wie dem Auge, zu einem Bildpunkt eines Objekts im Unendlichen fokussiert werden. Die Lage der Interferenzmaxima ist – bei homogenem Brechungsindex und konstanter Dicke der Platte – nur vom Blickwinkel auf die Platte abhängig, daher erscheinen sie ringförmig mit ihrem Zentrum dort, wo der Betrachter senkrecht auf die Platte schaut.
Derselbe Effekt tritt auf, wenn die Interferenz an einem Luftspalt zwischen zwei Platten auftritt, und ebenso, wenn statt der ausgedehnten Lichtquelle und der punktförmigen Optik eine punktförmige Lichtquelle und ein ebener Schirm verwendet wird.

## Formeln

Strahlenverlauf und Formelzeichen zu nebenstehenden Formeln

Hinweis: Die Darstellung erfolgt mit der Variante einer ausgedehnten Lichtquelle, einer punktförmigen Optik und einer planparallelen Platte. Die Formeln sind für die anderen Fälle analog.
Das Licht, das an der hinteren Fläche reflektiert wird, hat einen weiteren optischen Weg zurückzulegen als jenes, das an der vorderen Fläche zurückgeworfen wird. Dieser Gangunterschied {\displaystyle \textstyle \Delta s} ergibt sich aus der Dicke der Platte {\displaystyle \textstyle d}, ihrem Brechungsindex {\displaystyle n} sowie dem Winkel {\displaystyle \textstyle \beta }, in dem der Weg des Lichts durch die Patte von der Lotrechten abweicht.
{\displaystyle \Delta s={\frac {2\,n\,d}{\cos \beta }}={\frac {2\,n\,d}{\sqrt {1-\sin ^{2}\beta }}}}
{\displaystyle \textstyle \beta } ist hier der Winkel zum Lot im Inneren der Platte, der sich aus dem äußeren Auftreffwinkel durch das Snelliussche Brechungsgesetz ergibt:
{\displaystyle \sin \beta ={\frac {\sin \alpha }{n}}}
Daher ergibt sich für den Gangunterschied:
{\displaystyle \Delta s={\frac {2\,n\,d}{\sqrt {1-{\frac {\sin ^{2}\alpha }{n^{2}}}}}}}
Mit zunehmendem Auftreffwinkel {\displaystyle \textstyle \alpha }, also zunehmendem Abstand vom Lot {\displaystyle \textstyle r} wird dieser Gangunterschied immer größer. Im Lot ist er {\displaystyle \textstyle 2\,n\,d}, und jedes Mal, wenn er ein neues Vielfaches der Wellenlänge {\displaystyle \textstyle \lambda } überschreitet, entsteht ein neuer Ring. Die Anzahl der Ringe, die innerhalb eines betrachteten Kreises mit dem Radius {\displaystyle \textstyle r} in einem Betrachtungsabstand {\displaystyle \textstyle a} entstehen, ist damit
{\displaystyle k={\frac {\Delta s-2\,n\,d}{\lambda }}={\frac {2\,n\,d}{\lambda }}\left({\frac {1}{\cos \beta }}-1\right)={\frac {2\,n\,d}{\lambda }}\left({\frac {1}{\sqrt {1-{\frac {\sin ^{2}\alpha }{n^{2}}}}}}-1\right)} mit {\displaystyle \alpha =\arctan {\frac {r}{a}}}

## Praktische Bedeutung
Im Fabry-Pérot-Interferometer wird an Stelle der planparallelen Platte ein Spalt zwischen zwei reflektierenden Oberflächen genutzt, damit vereinfachen sich die obigen Formeln mit {\displaystyle \textstyle n=1}. Bei bekannter Geometrie ({\displaystyle \textstyle a}, {\displaystyle \textstyle r} und {\displaystyle \textstyle d}) kann dabei dann beispielsweise aus der Anzahl der Ringe auf die Wellenlänge des Lichts geschlossen werden.
Bei der interferometrischen Bestimmung der Planparallelität von Glasplatten mit einem punktförmigen Aufnehmer (Auge, Kamera) überlagern sich die Haidingerringe (auch hier resultierend aus dem Spalt zwischen den Platten) mit dem eigentlichen Messergebnis (also der tatsächlichen Schwankung der Dicke des Spaltes). Um diese Verfälschung möglichst gering zu halten, sollte der Spalt zwischen den Glasplatten möglichst klein und der Abstand zur Kamera möglichst groß gehalten werden.